# 한성기
한성기(韓成基, 1899년 ~ 1950년)는 가야금 산조 명인이다. 한숙구와 김창조에게서 가야금을 사사하였다. 가야금 산조에 뛰어났으며, 병창도 잘하였다. 그의 제자로는 김죽파가 있다. 그의 작품으로는 왜정 때 취입한 산조 음반이 있고, 병창이 많이 남아 있다.

## 참고 자료
- 이 문서에는 다음커뮤니케이션(현 카카오)에서 GFDL 또는 CC-SA 라이선스로 배포한 글로벌 세계대백과사전의 내용을 기초로 작성된 글이 포함되어 있습니다.